# محمد فؤاد شاكر
محمد فؤاد شاكر (5 أكتوبر 1949 - 26 أكتوبر 2011) هو فقيه مصري.

## حياته ونشأته
من مواليد 5 أكتوبر 1949 بقرية الحسينيات بمركز أبوتشت، بمحافظة قنا، وافته المنية عن عمر يناهز 60 عاما، في القاهرة 26 أكتوبر 2011 بعد صراع مع المرض.
حفظ القرآن الكريم في كتاب القرية وعمره عشر سنوات واعتلى منبر المسجد في قريته لخطبة الجمعة وهو في سن 12 عامًا، وبدأت حياته العملية فور تخرجه

## مؤهلاته
- ليسانس آداب جامعة الأسكندرية
- ماجستير في التصوف الإسلامي
- دكتوراه في الحديث النبوي

## المناصب التي شغلها
- عمل مدرسًا بالمعاهد الأزهرية
- عمل شيخا بالمعاهد الأزهرية
- عمل موجهًا بالمعاهد الأزهرية
- أستاذ الدراسات الإسلامية بجامعة عين شمس
- رئيس قسم الدراسات الإسلامية والعربية في كلية التربية جامعة عين شمس[5]
- أستاذ جامعي متفرغ

## المدرسة الفكرية التي ينتمى إليها
هي مدرسة تجمع بين العناية بالتراث الإسلامي وأخذ أحسنه، وبين محبة آل بيت النبي وما يستلزمه ذلك من الحفاظ على سنته الشريفة - فضلاً عن المجاهرة بالحق والدعوة بالحكمة والرشاد، وعون الناس على التفقه في الدين ببصيرة وتواضع، وتوضيح الآراء المخالفة بأدب ورفق وموعظة هادفة. فهو عندئذ – - عالم له رؤيته التراثية والتصوفية، ويجمل ذلك بهضم لقضايا أمته المعاصرة، وقدرة على التخاطب والتحاور مع المخالفين، وقدرة على التأثير وجذب القلوب في المحبين. وليس يخفى على الذين يتابعون إنتاجه رحمه الله المكتوب والمتحدث أن لغة التراث ونسيج ألفاظ السلف وروح الأصالة يزين بها كلامه وإنتاجه، فكأنك تقرأ أو تسمع إلى نسيج متآلف بين أصالة أئمتنا من السلف المتقدمين ومعاصرة القضايا التي أجاد في التصدى لها، والحدب عن عرين هذا الدين العظيم، وهذه الأمة العريقة في الخير. وهذا المفكر الجليل له مواقفه المشهورة على الساحة العلمية والفكرية حيث تصدى في بداية التسعينات لتيار الغلو الذي كان منتشراً عن طريق بعض الجماعات التي نسبت نفسها إلى الإسلام، وتنقل في كل ربوع مصر، يكشف زيف هذا الإفراط، ويدعم دعوة الإسلام الراشدة البعيدة عن الإفراط والتفريط. كما تصدى لفكر الرافضة في قضية معروفة في بلاد المسلمين في منتصف التسعينات وقام بالرد على تلك الأفكار بالكتابة في الصحف، وعقد اللقاءات والندوات، حتى ضبط التنظيم الرافض، وفشل سعيه في تشتيت وحدة الأمة وفي التطاول على صحابة رسول الله. كما دعا إلى تأليف الأمة وجمعها على كلمة واحدة، وكم ندد بمحاولات الأعداء للنيل من مكانة الإسلام والمسلمين. وكان يكتب في الصحف مندداً بمحاولات الاستئصال التي يقوم أعداء الإسلام للمسلمين في بلاد البلقان.